# Cota (planta)
Cota es un género de plantas con flores perteneciente a la familia Asteraceae. Tiene 51 especies descritas y solo dos aceptadas.

## Taxonomía
El género fue descrito por J.Gay ex Guss. y publicado en Florae Siculae Synopsis 2: 866. 1844[1845].

## Especies
- Cota macrantha (Heuff.) Boiss.
- Cota tinctoria (L.) J.Gay